# Samtrans

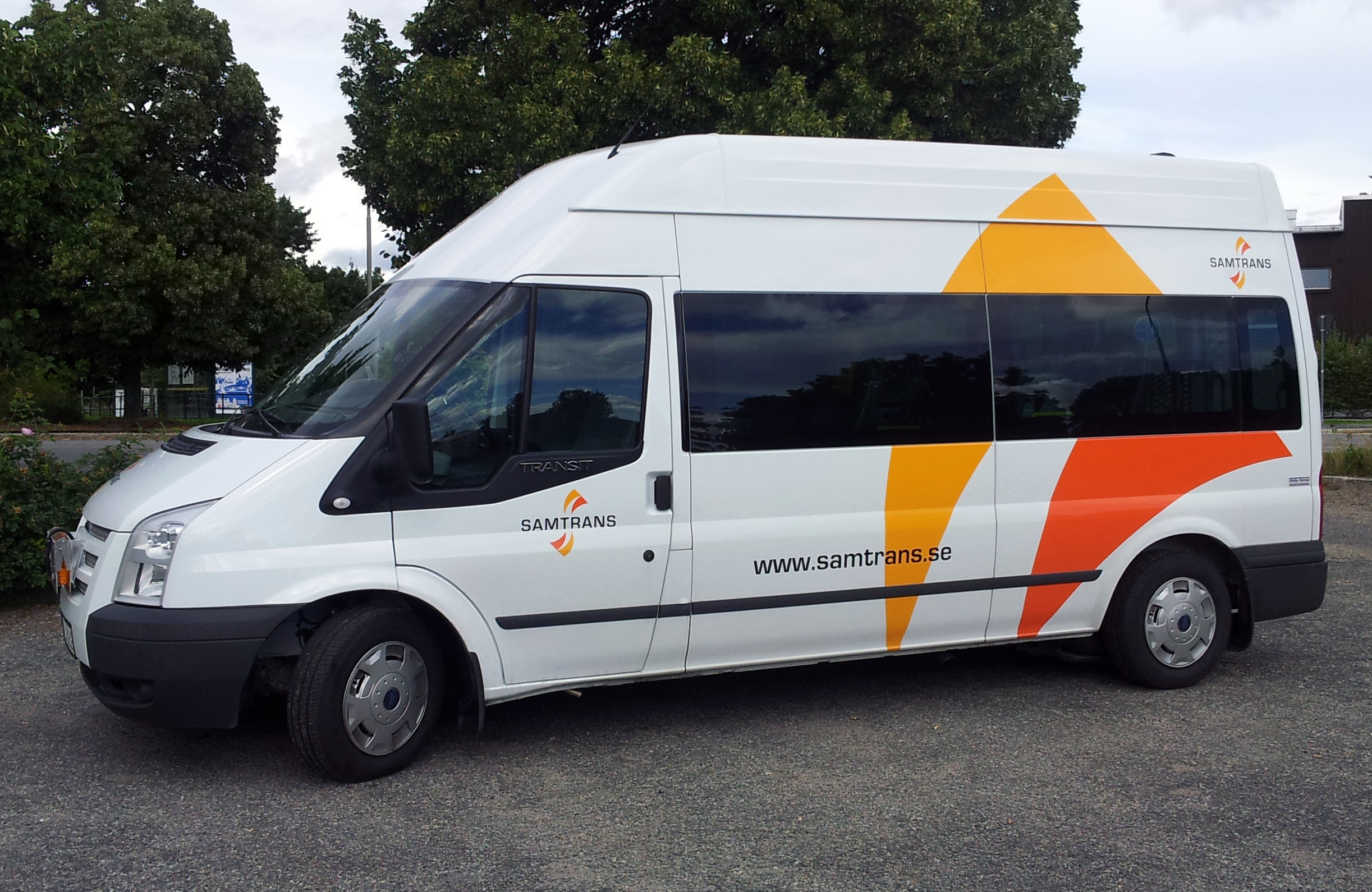
Specialbuss från Samtrans 2012

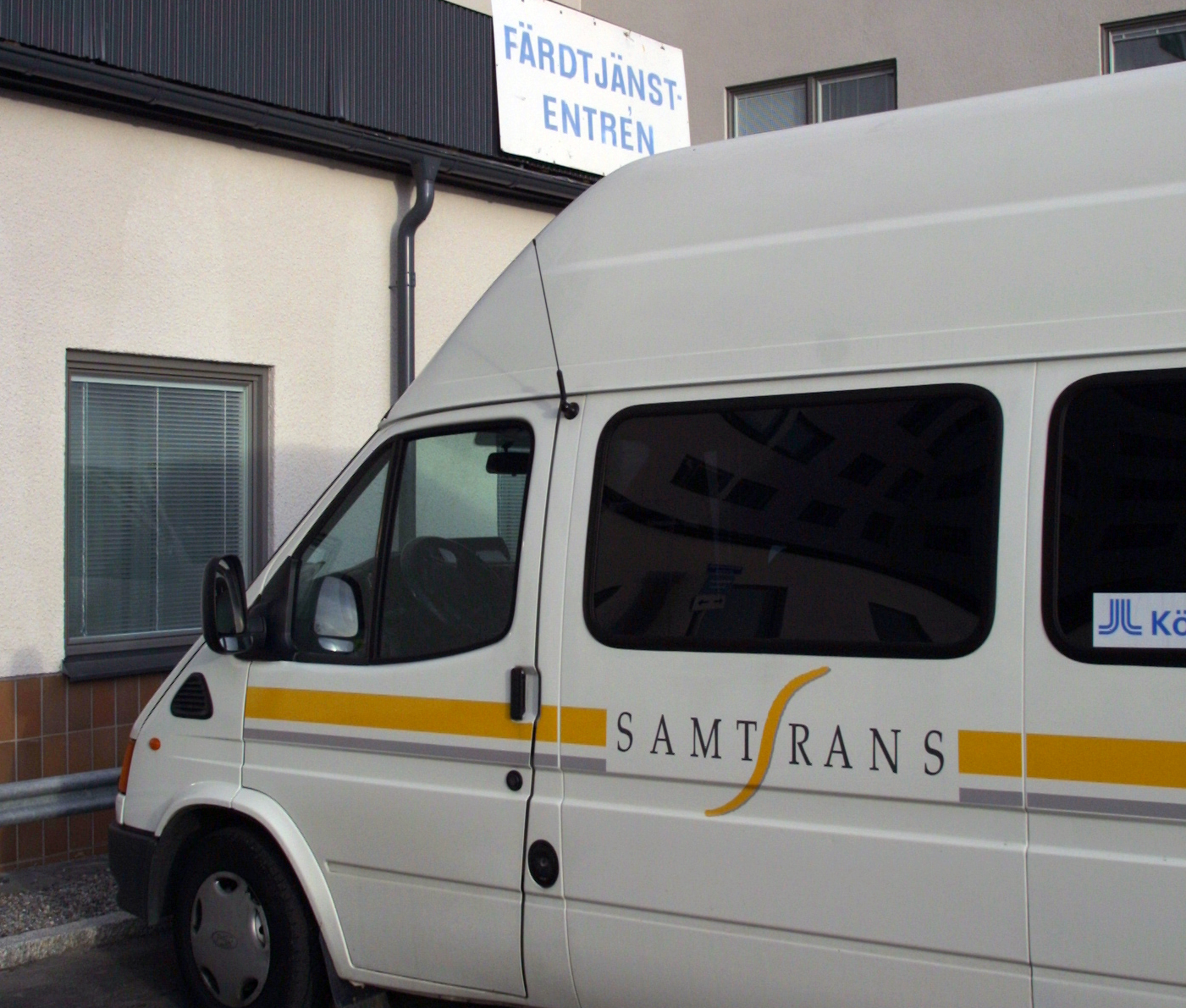
Specialbuss från Samtrans 2001

Samtrans Omsorgsresor AB är ett persontransportföretag i Stockholm specialiserade på transporter av barn och vuxna med funktionsvariation, som bildades 1989 när ett antal åkare från Taxi Stockholm bröt sig ur för att starta eget. De flesta av dessa åkare var med i det som kallades ”Taxi Skol”, det vill säga den del av Taxi Stockholm som skötte samhällsbetalda skolkörningar för skolbarn med funktionsvariation och barn som bodde för långt från kollektivtrafiknätet.
2010 bildade ägarna TransportIT Group AB som blev moderbolag för Samtrans Skol- och  Handikapptransporter Stockholm AB, Taxi Flen AB, Taxi 10 000 AB, Taxi Direkt 711 711 AB och IT-företaget New Technology Sweden AB.
Samtrans har idag (2021) 175 anslutna åkerier som totalt har cirka 700 fordon varav cirka 550 specialfordon. Företaget har cirka 850 medarbetare, varav 80 stycken inom administrationen och beställningscentralen. År 2019 omsatte företaget cirka 600 miljoner SEK.
Under hösten 2018 förvärvade Nobinakoncernen Samtrans som därmed ingår i nordens största bussbolag.   
Den 20 augusti 2019 bytte Samtrans skol- och handikapptransporter Stockholm AB namn till Samtrans Omsorgsresor AB.  
Den 1 februari 2021 förvärvade Samtrans bolaget Göteborgs Buss AB i Göteborg.   
Den 1 juli 2021 förvärvade Samtrans bolaget Telepass AB i Skåne.   
Från mars 2020 har Samtrans (i pandemins kölvatten) utvecklats till ett mobilt vårdföretag och är marknadsledande inom nationell storskalig PCR-provtagning, covid-19-vaccinering och andra sjukvårdsnära tjänster.   